# هيروكي واكي
هيروكي واكي (باليابانية: 脇 裕基) (20 فبراير 1993 في أوساكا في اليابان – )؛ هو لاعب كرة قدم ياباني يلعب كمهاجم.

## وصلات خارجية
- هيروكي واكي على موقع رابطة كرة القدم اليابانية للمحترفين (اليابانية)